# Condado de Lozano
El condado de Lozano fue un título nobiliario español concedido el 12 de enero de 1874, por el pretendiente carlista "Carlos VII" a favor de Miguel Lozano y Herrero (1842-1874), coronel del ejército tradicionalista, que se destacó durante la tercera guerra carlista.

## Concesión
Miguel Lozano ingresó con 15 años de edad en el colegio de infantería en calidad de cadete. Desarrolló su carrera militar hasta el grado de capitán, solicitando licencia absoluta en 1873  al alegar que sus ideas monárquicas no le permitían continuar prestando sus servicios a un gobierno republicano. Dicho año ingresó en el Ejército carlista del Centro.
Nombrado comandante y encargado del mando de un batallón, se batió en Bocairente, Albacete, Minglanilla, Domeño, Cuenca, Teruel y Alcañiz, conquistando el empleo de teniente coronel. En septiembre de 1874 el infante Don Alfonso le encargó dirigir una expedición por las provincias del sur de España. 

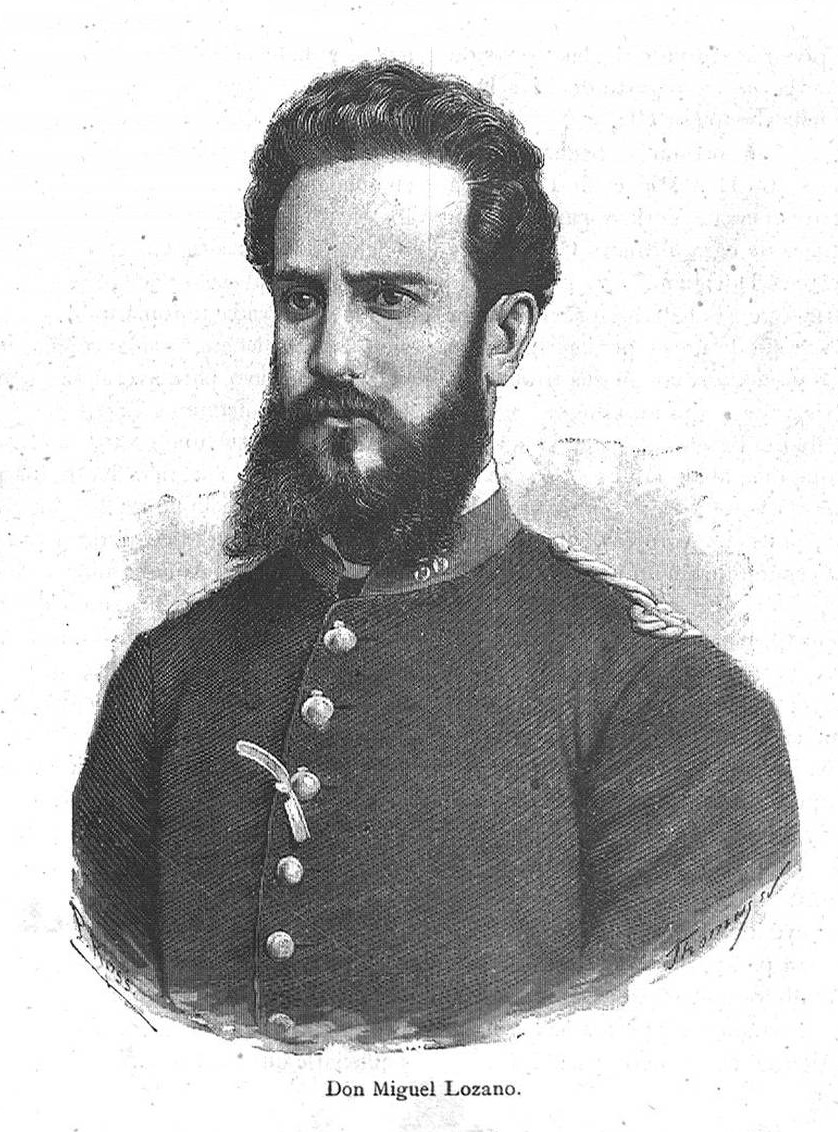
Retrato de Miguel Lozano en la revista El Estandarte Real.

Dicha expedición, apodada "La partida Lozano", le llevó desde Chelva hasta la provincia de Almería, entrando en poblaciones como Vélez-Blanco y Vélez-Rubio. Durante su repliegue, la expedición comenzó a ser hostigada por tropas gubernamentales, siendo esta disuelta en Bogarra y su jefe Lozano detenido días más tarde junto a otros de sus oficiales en las estación de Vadollano (Linares), durante su intento de alcanzar Gibraltar para desde allí pasar a la zona carlista. Poco después es juzgado por un consejo de guerra y condenado a muerte, siendo fusilado en Albacete el 3 de diciembre de 1874.
La desarticulación de la partida y el fusilamiento de su jefe supuso un duro golpe para la causa carlista. Carlos VII en carta del 11 de enero de 1875 dio el pésame a su familia:

Real de Durango, 11 de enero de 1875.
A los padres de Lozano: He dejado transcurrir algún tiempo aguardando que la resignación cristiana fuese fortaleciendo vuestras almas. He intentado medir toda la extención de vuestro acervo dolor, y os confieso que mi corazón se ha visto inundado de la mas ciega amargura. La siento aún con vehemencia, ¿Cómo no la habéis de sentir vosotros?
Sirva empero de lenitivo a vuestra justa y horrible aflicción el recuerdo de la santa entereza con que vuestro hijo declaró en momentos supremos, que moría por su Religión y por su Patria. 
¡Ah! Lozano, vuestro muy querido hijo Lozano, era una de las glorias mas puras de mi admirable ejército. Con el alma conmovida fui siguiéndole paso a paso en sus arriesgadas empresas. Con el corazón hecho pedazos le contemple sufrir la muerte a que la revolución tuvo la ferocidad de condenarle. 
Tengo el sentimiento de no haberle personalmente conocido, pero conservo su retrato, os aseguro que lo conservaré mientras viva. 
Otros hijos os dio la providencia que son dignos de llamarse hermanos de mi querido e inolvidable Lozano. Que ellos os consuelen, mientras yo,  a todos vosotros os acompaño en vuestro silencioso penar.
Dios os guarde, os bendiga y proteja según los deseos de vuestro afectísimo;
Carlos.

## Condes de Lozano
|                                           | Titular                                   | Periodo                                   |
| Creación por el pretendiente "Carlos VII" | Creación por el pretendiente "Carlos VII" | Creación por el pretendiente "Carlos VII" |
| ----------------------------------------- | ----------------------------------------- | ----------------------------------------- |
| I                                         | Miguel Lozano y Herrero                   | 1874-1874                                 |
| II                                        | Marcelina Molina Herrero                  | 1875-1936                                 |

## Historia de los condes de Lozano
- Miguel Lozano y Herrero (Jumilla, 21 de mayo de 1842-Albacete, 3 de diciembre de 1874), I conde de Lozano.

Coronel de Infantería, jefe de la expedición carlista enviada por el infante Don Alfonso al sureste de España. Sin descendientes. Le sucedió en el título su prima:
- Marcelina Molina Herrero (Jumilla, 1851-Ibídem, 17 de octubre de 1936), II condesa de Lozano.

Contrajo matrimonio el 20 de abril de 1878 con José Antolí y Barrot, teniente coronel de infantería, caballero de la orden de Isabel la Católica. Sin descendientes.
Se desconoce la causa por la cual los hermanos de Miguel Lozano Herrero no le sucedieron en el título. Si hace uso del mismo su prima, empleándolo en correspondencia con diversos líderes carlistas y figurando como tal en documentos de donación de fondos a la causa carlista de la cual era fiel seguidora. 
Sus herederos no solicitaron el reconocimiento como título del Reino, en especial a partir de la restauración de la legislación nobiliaria de 1948 cuando habría sido posible hacerlo. En consecuencia, y a tenor de lo previsto en el Decreto 222/1988, el título debe considerarse como caducado en la actualidad.